# Mandići
Mandići (en serbe cyrillique : Мандићи) est un village du centre du Monténégro, dans la municipalité de Danilovgrad.

## Démographie

### Évolution historique de la population
| 1948 | 1953 | 1961 | 1971 | 1981 | 1991 | 2003 |
| ---- | ---- | ---- | ---- | ---- | ---- | ---- |
| 87   | 66   | 78   | 41   | 36   | 22   | 8    |